# Ich, Don Giovanni
Ich, Don Giovanni (Originaltitel: Io, Don Giovanni) ist ein spanisch-italienischer Spielfilm von Carlos Saura über den Librettisten Lorenzo Da Ponte aus dem Jahr 2009.

## Handlung
Venedig 1763: Lorenzo Da Ponte konvertiert zum Christentum, er wird Priester, ist Freimaurer sowie mit Casanova bekannt. Beim Glücksspiel im Casino lernt Da Ponte einen wohlhabenden Venezianer kennen, der ihm seine Tochter (Annetta) zur Frau überlassen will. Wegen des Verfassens freidenkerischer Schriften, Blasphemie und Konkubinats wird Lorenzo Da Ponte für 15 Jahre aus Venedig verbannt. Mit einem Empfehlungsschreiben Casanovas an Antonio Salieri ausgestattet, macht sich Da Ponte nach Wien auf, wo er 1781 eintrifft. Hier wird er bei Salieri vorstellig, um für diesen als Librettist arbeiten zu können. Joseph II. veranlasst, dass Da Ponte das Libretto für eine italienische Oper (Le Nozze di Figaro) Mozarts verfassen kann, die ein Erfolg wird. Der Kaiser lässt eine weitere Oper bei Mozart in Auftrag geben, für die Lorenzo Da Ponte das Libretto schreibt und sein eigenes Privatleben in die Geschichte einfließen lässt: Don Giovanni.
Annetta ist nach dem Tod ihres Vaters ebenfalls in Wien bei ihrer Tante wohnhaft. Sie nimmt Musikunterricht bei Mozart, über den sie Da Ponte wiedertrifft. Die deswegen eifersüchtige Opernsängerin Catarina Cavalieri erhält von Casanova eine Liste mit allen bisherigen Liebschaften Da Pontes, die sie Annetta zukommen lässt. Infolgedessen entfremdet sich Annetta von Lorenzo, erkennt aber durch die Oper Don Giovanni Parallelen zu Da Ponte und sich selbst, sodass beide wieder zueinanderfinden.

## Hintergrund
Im Februar 2006 kündigte Carlos Saura an, einen Film über Lorenzo Da Ponte drehen zu wollen, im Folgemonat wurden hierzu bereits 600.000 € von Eurimages bewilligt. Der Film war ursprünglich als spanisch-italienisch-österreichische Koproduktion geplant, allerdings war die Produktion im Sommer 2006 nach dem Ausstieg der österreichischen Satel-Film wieder abgesagt worden. Daraufhin stieg Wega-Film bei diesem Projekt ein und im November 2006 konnten die Dreharbeiten im Filmstudio Ciudad de la Luz in Alicante beginnen, wo der venezianische Teil des Filmes gedreht wurde.
Anschließend war geplant, die Dreharbeiten in Wien fortzusetzen, jedoch musste die Produktion auf Grund finanzieller Probleme des Produzenten Andrés Vicente Gómez pausieren. Infolgedessen zog sich Wega-Film ebenfalls aus der Beteiligung zurück. Im April 2008, nachdem der italienische Produzent Andrea Occhipinti in das Filmprojekt eingestiegen war, wurden die Dreharbeiten weitergeführt und hierzu in den Dinocittà-Studios Rom Wiener Kulissen errichtet. Auch wurden vorgesehene österreichische Schauspieler nunmehr durch Italienische ersetzt, so war unter anderem ursprünglich Florian Teichtmeister für die Rolle des Mozart vorgesehen. Das italienische Kulturministerium sowie Rai Cinema beteiligten sich mit 1.800.000 € bzw. 1.200.000 € ebenfalls an der Produktion.
Insbesondere bei den Außenkulissen, aber auch teilweise für Innenräume, wurde bewusst erkennbar auf sogenannte Translights gesetzt, also großformatige Fotografien von Fassaden, Wänden und Ähnlichem, die im Hintergrund aufgestellt werden.
Als Filmmusik fanden Werke Mozarts Verwendung, die vom italienischen Komponisten Nicola Tescari orchestriert und unter seiner Leitung eingespielt wurden.
Die internationale Premiere des Films fand am 12. September 2009 auf dem Toronto Film Festival statt. Am 23. Oktober 2009 erschien Io, Don Giovanni in den italienischen Kinos, wo er bis zum 18. Februar 2010 zu sehen war. In diesem Zeitraum zählte er in Italien nur etwa 16.000 Zuschauer und spielte dort rund 78.000 € ein.

## Synchronisation
Die deutschsprachige Synchronisation des Films, bei der dieser gekürzt wurde, entstand 2012 bei der FFS Film- & Fernseh-Synchron in München unter der Dialogregie Matthias von Stegmanns, der auch das Dialogbuch verfasste.
| Rolle                                | Darsteller            | Synchronsprecher      |
| ------------------------------------ | --------------------- | --------------------- |
| Lorenzo Da Ponte                     | Lorenzo Balducci      | Manuel Straube        |
| Giacomo Casanova                     | Tobias Moretti        | Tobias Moretti        |
| Wolfgang Amadeus Mozart              | Lino Guanciale        | Tom Schimon           |
| Antonio Salieri                      | Ennio Fantastichini   | Pierre Peters-Arnolds |
| Adriana Ferrarese                    | Ketevan Kemoklidze    | Stephanie Kellner     |
| Catarina Cavalieri                   | Cristina Giannelli    | Elisabeth Günther     |
| Annetta dei Fiorini                  | Emilia Verginelli     | Laura Maire           |
| Annettas Vater                       | Franco Interlenghi    | Hans-Rainer Müller    |
| Kaiser Joseph II.                    | Roberto Accornero     | Hans-Jürgen Stockerl  |
| Don Giovanni                         | Borja Quiza           | Matthias von Stegmann |
| Leporello                            | Sergio Foresti        | Andreas Kohn          |
| Komtur                               | Carlo Lepore          | Matthias Kupfer       |
| Constanze Mozart                     | Francesca Inaudi      | Marianne Cum          |
| Barbarigo                            | Sebastiano Lo Monaco  | Martin Umbach         |
| Francesca                            | Elena Cucci           | Jasmin Jiwa           |
| Graf Orsini-Rosenberg                | Achille Brugnini      | Matthias Rehrl        |
| Zerlina                              | Alessandra Marianelli | Ilena Gwisdalla       |
| Bischof                              | Francesco Barilli     | Erich Ludwig          |
| Signora dei Fiorini (Annettas Tante) | Emiliana Franzone     | Eva-Maria Lahl        |
| Tiepoletta                           | Sylvia de Fanti       | Claudia Lössl         |
| Lorenzo Da Ponte als Junge           | Sergi Roca            | Julian Rehrl          |
| Dienstmädchen Adele                  | Giulia Perelli        | Sabine Bohlmann       |
| Annamaria Conegliano                 | Anna Saura            | Claudia Schmidt       |
| Spieler im Casino                    | Javier Munzo          | Julian Manuel         |

## Kritik
Cinema urteilte: „Tolle Frisuren, berückende Kulissen, aber die Charakterzeichnungen dieser Spekulation wirken beflissen und akademisch, der Film kommt nicht in die Gänge. Saura schielt vergebens nach Fellinis Casanova oder Formans Amadeus.“
Hollywoodreporter Kirk Honeycutt wertete, dass der Film zwar ein großartiges Konzept aufweise, sich auf Da Ponte zu konzentrieren, allerdings werde diese interessante Thematik sehr unbeholfen und wenig überzeugend inszeniert. Der Kameramann Vittorio Storaro habe jedoch hervorragende Arbeit geleistet.
Die Fernsehzeitschrift Prisma kam zu der Wertung: „In schwelgerischen Bildern seines Kameramannes und dreifachen Oscar-Gewinners Vittorio Storaro [...] taucht Saura in das späte 18. Jahrhundert ein und zeigt die für Nicht-Opern-Fans mitunter etwas langatmig inszenierte Lebensgeschichte eines Mannes, der trotz seiner großen Erfolge nie so bekannt wurde wie der berühmte österreichische Komponist.“
Oliver Armknecht von film-rezensionen.de meinte, der Film „steht im Schatten anderer Werke, kann sich aber zumindest rein optisch behaupten. Da Ponte tritt in seinem eigenen Biopic zuweilen hinter Mozart zurück, dank der prächtigen Ausstattung und der exzellenten Kameraarbeit ist es aber jeden Blick wert. Die Wertung setzt Kenntnisse der Oper und eine Vorliebe für Mozart voraus und muss andernfalls etwas nach unten korrigiert werden.“
Der Deutsche Filmdienst schrieb: „Der ganz der Musik verpflichtete Film orientiert sich visuell an alten Gemälden, um die Verbindung von Kunst und Realität augenfällig zu machen. In der Darstellung der weltberühmten Oper beschränkt er sich auf Szenen von Proben und schafft so einen künstlerischen Freiraum für die Interaktion zwischen den Protagonisten.“